# بایاندور (ترتر)
بایاندور (به لاتین: Bayandur) یک منطقه مسکونی در جمهوری آذربایجان است که در شهرستان ترتر واقع شده است. بایاندور ۵۹۶ نفر جمعیت دارد.